# Matt Dallas
Matthew Joseph Dallas (Phoenix, Arizona, 21 oktober 1982) is een Amerikaans acteur, die vooral bekend is van de televisieserie Kyle XY.